# Bomarea huanuco
Bomarea huanuco är en alströmeriaväxtart som beskrevs av Hofreiter. Bomarea huanuco ingår i släktet Bomarea och familjen alströmeriaväxter.
Artens utbredningsområde är Peru. Inga underarter finns listade i Catalogue of Life.